# NGC 4219
NGC 4219 في الفهرس العام الجديد، هي مجرة، تقع في كوكبة قنطورس. اكتشفت في 1834 بواسطة جون هيرشل.

## روابط خارجية
- NGC 4219 على موقع ويكي سكاي: DSS2, SDSS, GALEX, IRAS, Hydrogen α, X-Ray, Astrophoto, Sky Map, Articles and images